# Lars von Trier

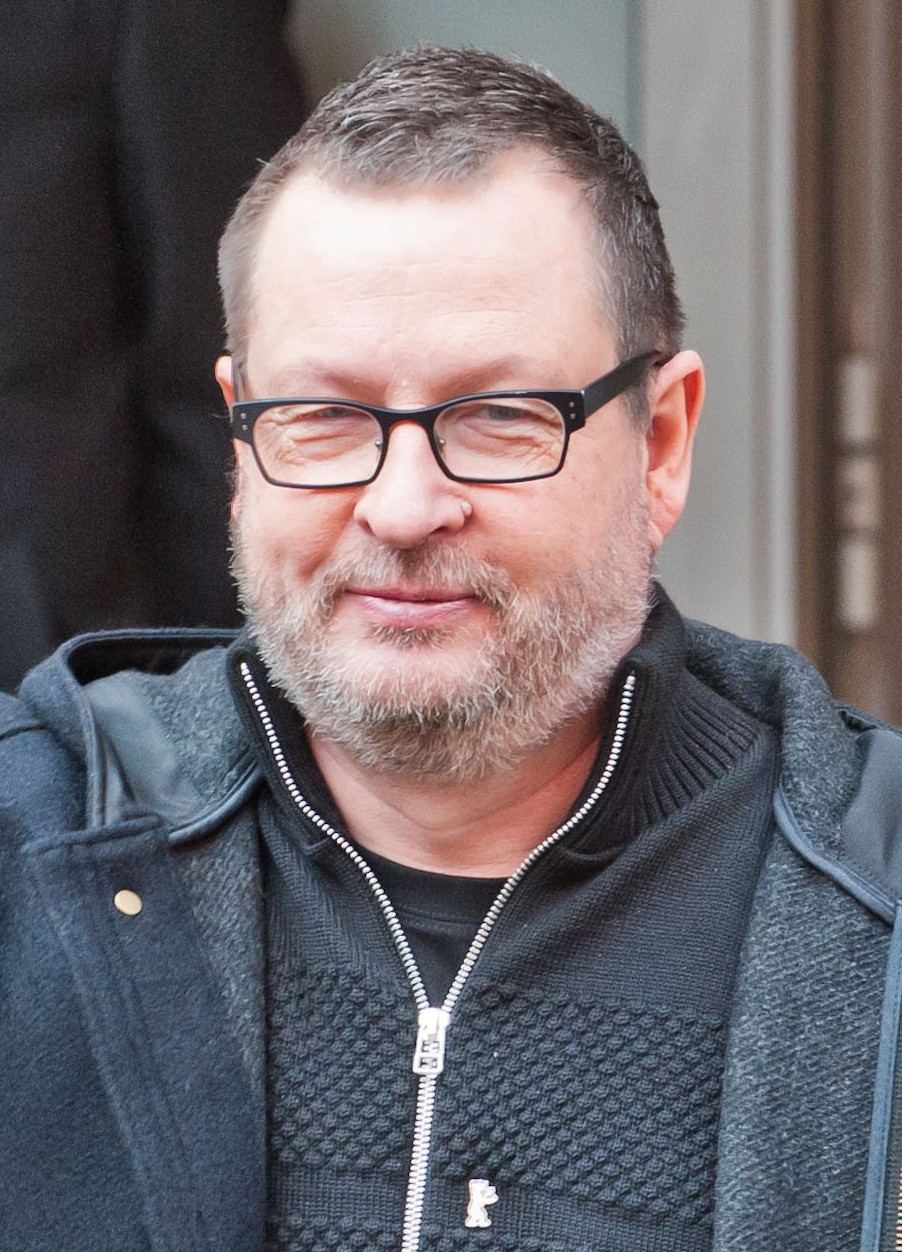
Lars von Trier auf der Berlinale 2014

Lars von Trier (eigentlich Lars Trier; * 30. April 1956 in Kopenhagen) ist ein dänischer Filmregisseur und Drehbuchautor. Er ist unter anderem Gewinner der Goldenen Palme von Cannes.

## Leben
Lars Trier kam als zweiter Sohn in der Ehe von Inger Høst (1915–1989) und dem dänischen Juden Ulf Trier (1907–1978) zur Welt. Ulf Triers Vorfahren Salomon und Ethel Trier waren im 18. Jahrhundert aus Trier nach Dänemark eingewandert. Inger Høst und Ulf Trier lernten sich während der deutschen Besetzung Dänemarks in der dänischen Widerstandsbewegung kennen, wo sie Juden halfen, über den Øresund ins sichere Exil nach Schweden zu fliehen. Nach von Triers Angaben waren seine Eltern Kommunisten, gehörten einer Gemeinschaft von Naturisten an und erzogen ihn antiautoritär. Seit seinem Studium an der Universität und an der Den Danske Filmskole in Kopenhagen führt er das „von“ in seinem Nachnamen. Er ist weitläufig mit dem norwegischen Filmregisseur Joachim Trier verwandt.
Erst mit 33 Jahren erfuhr von Trier, dass Ulf Trier nicht sein leiblicher Vater ist. Kurz vor ihrem Tod gestand von Triers Mutter ihrem Sohn, dass sein leiblicher Vater ihr ehemaliger Vorgesetzter im Sozialministerium Fritz Michael Hartmann sei. Die deutschstämmige Familie Hartmann lebte seit 1762 in Dänemark, als sich der Geiger und Komponist Johann Ernst Hartmann dort niederließ. Sie hat einige bedeutende dänische Musiker, wie den Komponisten Johann Peter Emilius Hartmann, hervorgebracht. Nach eigenen Angaben war von Trier tief enttäuscht darüber, keine jüdischen Wurzeln zu haben. Er habe sich in der Rolle eines Außenseiters, der aus einer Gruppe von Verfolgten stammte, wohl gefühlt. In der Synagoge habe er sich immer zugehöriger gefühlt als in evangelischen oder katholischen Kirchen.
Ein Onkel mütterlicherseits war Børge Høst, ein Filmregisseur, der sein Interesse fürs Filmemachen weckte. Bereits als Grundschüler drehte er mit einer Kamera im Super-8-Format kleine Animationsfilme, später dann Kurzfilme mit seinen Freunden. Sein erster dokumentierter Animationsfilm von ca. 1967 hieß Turen til Squashland (Die Reise ins Zucchiniland) und dauerte eine Minute.
Von Trier litt bereits in seiner Kindheit unter Depressionen und Phobien und konnte einige Zeit nicht die Schule besuchen. Er wurde psychiatrisch betreut. Als 12-Jähriger besuchte er ein Tagesheilungszentrum. Trotzdem spielte er 1969 eine der zwei Hauptrollen in der dänisch-schwedischen Kinderfernsehserie Hemmelig sommer.
In seiner ersten Ehe war von Trier bis 1996 mit der dänischen Regisseurin, Drehbuchautorin und Schauspielerin Cæcilia Holbek Trier verheiratet, die wie er an der Dänischen Filmschule studiert hat. Während der zweiten Schwangerschaft von Cæcilia Holbek Trier verliebte er sich in die verheiratete Bente Frøge, eine Erzieherin, die seine Tochter in der Kindertagesstätte betreute. Drei Wochen nach der Geburt seiner zweiten Tochter verließ er offiziell seine Ehefrau, um mit Bente Frøge zusammen zu sein. Dieses Verhalten führte zu einem gewaltigen Medienecho in Dänemark. Bente und Lars von Trier heirateten nach beider Scheidungen 1997. Bente Trier brachte nach einigen Jahren Zwillingssöhne zur Welt. Die Ehe hielt bis 2015. Lars von Trier ist zum zweiten Mal geschieden.
Von Triers psychische Probleme führten zu Alkoholismus und Tablettenabhängigkeit. In einem Interview mit der Tageszeitung Politiken gab der Regisseur an, in berauschtem Zustand besonders produktiv zu sein und gab gleichzeitig seiner Sorge Ausdruck, ohne Rauschmittel keine Filme mehr machen zu können.
Im August 2022 gab seine Filmproduktionsfirma Zentropa bekannt, dass beim 66-jährigen von Trier die Parkinson-Krankheit diagnostiziert wurde. Er werde entsprechend medizinisch behandelt, so dass er die Arbeiten an der dritten Staffel der Serie Hospital der Geister, The Kingdom Exodus/Riget Exodus (2022), abschließen könne. Auch werde von Trier bis zur Premiere des Projekts weniger Interviews geben.

## Der Filmemacher
Nach dem externen Abitur begann von Trier 1976 ein Studium der Filmwissenschaften an der Universität Kopenhagen, bei dem er vor allem Leute kennenlernte, die ihm halfen, seine Filme zu verwirklichen. Von 1979 bis 1982 absolvierte er die Dänische Filmhochschule in der Fachrichtung Regie. Hier fügte er seinem Namen das Prädikat „von“ hinzu, das ihm ein Lehrer in einer Diskussion um seinen Stil im Scherz „verliehen“ hatte und das er fortan für seine Filme verwendete. 1981 gewann von Trier mit seinem Kurzfilm Nocturne den ersten Preis beim Internationalen Festival der Filmhochschulen München.
Seine 55-minütige Regie-Abschlussarbeit an der Dänischen Filmhochschule Befrielsesbilleder/Bilder der Befreiung von 1982 gewann auf dem Internationalen Festival der Filmhochschulen München den Channel Four Preis. Der Film wurde aus drei verschiedenen Materialien collagiert: erstens einem in Farbe neu gedrehten „Handlungsteil“, zweitens vorhandenem Dokumaterial in Schwarz-Weiß aus der Zeit des Nationalsozialismus, wie die Vorführfahrt des „Wessel-Mörders“ im Auto oder Filmausschnitten über die Festnahme von Kollaborateuren des nationalsozialistischen Deutschlands in Dänemark, und drittens verschiedenen Filmausschnitten in 1950er-Jahre-Farben von jeweils einem Vogel, der auf der Spitze eines Baumes zwitschert. Im Film wird wenig in Deutsch, Dänisch oder Englisch gesprochen. Bilder der Befreiung zeigt keine glücklichen Menschen, wie der Titel vermuten lassen könnte, sondern deutsche Soldaten, Kollaborateure und dänische Frauen, die mit den deutschen Besatzern zusammen waren, als Verlierer und Opfer.
Viele der filmischen Ideen, wie z. B. die Unterbrechung des Handlungsverlaufs, Unterlegung des Films mit Chorälen oder die Kombination SS-Uniformen, Wasser und Feuer, tauchen in seinen späteren Filmen wieder auf.
Neben seinen Spielfilmen drehte von Trier auch Werbespots und Musikvideos. 1983 drehte er zusammen mit Vladimir Oravsky für das dänische Popduo Laid Back Elevator Boy und 1990 das spektakuläre Bakerman-Video, das die Musiker beim Musizieren in freiem Fall beim Fallschirmsprung filmte.
Während Lars von Trier für seine Frühfilme noch neue Musikkompositionen in Auftrag gab, erklingt ab Breaking the Waves (1996) fast ausnahmslos Musik in seinen Filmen, die es bereits vor den Filmen gab (sog. „präexistente Musik“). Die Musikauswahl innerhalb seiner Filme ist bis 2013 musikalisch-stilistisch noch weitgehend konsistent, wenngleich filmübergreifend starke Unterschiede vorherrschen. Mit Nymphomaniac findet das Prinzip des musikalischen Eklektizismus auch innerhalb des Films Anwendung. Die Musikstücke wurden teilweise stark bearbeitet, um sie dramaturgisch gezielt einzusetzen, etwa zur Manipulation und Provokation des Publikums.
2005 schrieb von Trier bei einer Folge der dänischen Comedy-Serie Klovn mit. Die entsprechende Folge namens It’s a Jungle Down There lässt sich auf der Website des amerikanischen Filmverleihs drafthouse films gratis herunterladen. Als Christian Ulmen 2017 mit jerks die dänische Serie nach Deutschland adaptierte, diente von Triers Folge der zweiten Episode Camilla als direktes Vorbild.

### Filme der E-Trilogie
1984 kam der Krimi The Element of Crime ins Kino, von Triers zweiter Langfilm nach Bilder der Befreiung.
In The Element of Crime wird der Faszination für faschistoide Symbole noch mehr Raum gegeben als im Vorgängerfilm. The Element of Crime ist der erste Teil einer Europatrilogie, die sich mit der Geschichte Europas im 20. Jahrhundert, Überbleibseln archaischer Gesellschaftsformen und dem Verfall Europas auseinandersetzt. The Element of Crime gewann bei den Internationalen Filmfestspielen von Cannes den Prix Vulcain de l’artiste technicien und bedeutete den nationalen und internationalen Durchbruch für von Trier. Die weiteren Teile der Trilogie waren 1987 Epidemic, der ebenfalls Wettbewerbsfilm in Cannes war, und Europa (1991), der dort ebenfalls mit dem Prix Vulcain de l’artiste technicien ausgezeichnet wurde und einen Sonderpreis der Jury sowie den Preis für den besten künstlerischen Beitrag erhielt.

### TV-ProduktionMedea
1988 verfilmte von Trier für Danmarks Radio die griechische Tragödie Medea nach Euripides. Basis seines selbst geschriebenen Drehbuchs war das bereits vorhandene Skript von Carl Theodor Dreyer und Preben Thomsen.

### Dimension 1991–2024
1991 startete von Trier zusammen mit Niels Vørsel das Filmprojekt Dimensions, die Langzeit-Verfilmung einer polizeilichen Intrige, die auf jährlich drei Minuten Drehzeit beschränkt sein sollte und die (unter anderem mit dem Schauspieler Udo Kier), an verschiedenen Drehorten in Europa gedreht und im Jahr 2024 fertiggestellt werden sollte. Gedreht wurde ohne Drehbuch und auf Englisch. Der Schauspieler Eddie Constantine starb 1993. Nach Angaben der Zeitung Die Welt hat von Trier das Projekt inzwischen aufgegeben, da er mit anderen Projekten ausgelastet und die von ihm ausgesuchte Nachfolgerin für die Regie Katrin Cartlidge zwischenzeitlich verstorben ist. Es gibt eine 27 Minuten lange Version des im Jahr 2010 abgebrochenen Projektes.

### TV-SerieRiget

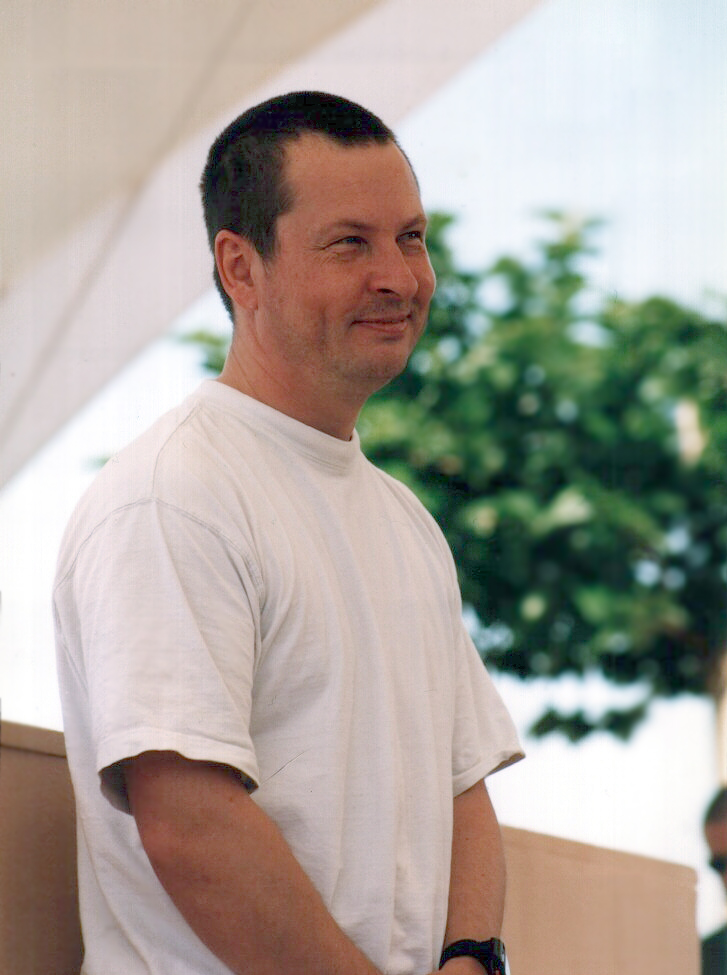
Von Trier bei den Internationalen Filmfestspielen von Cannes 2000

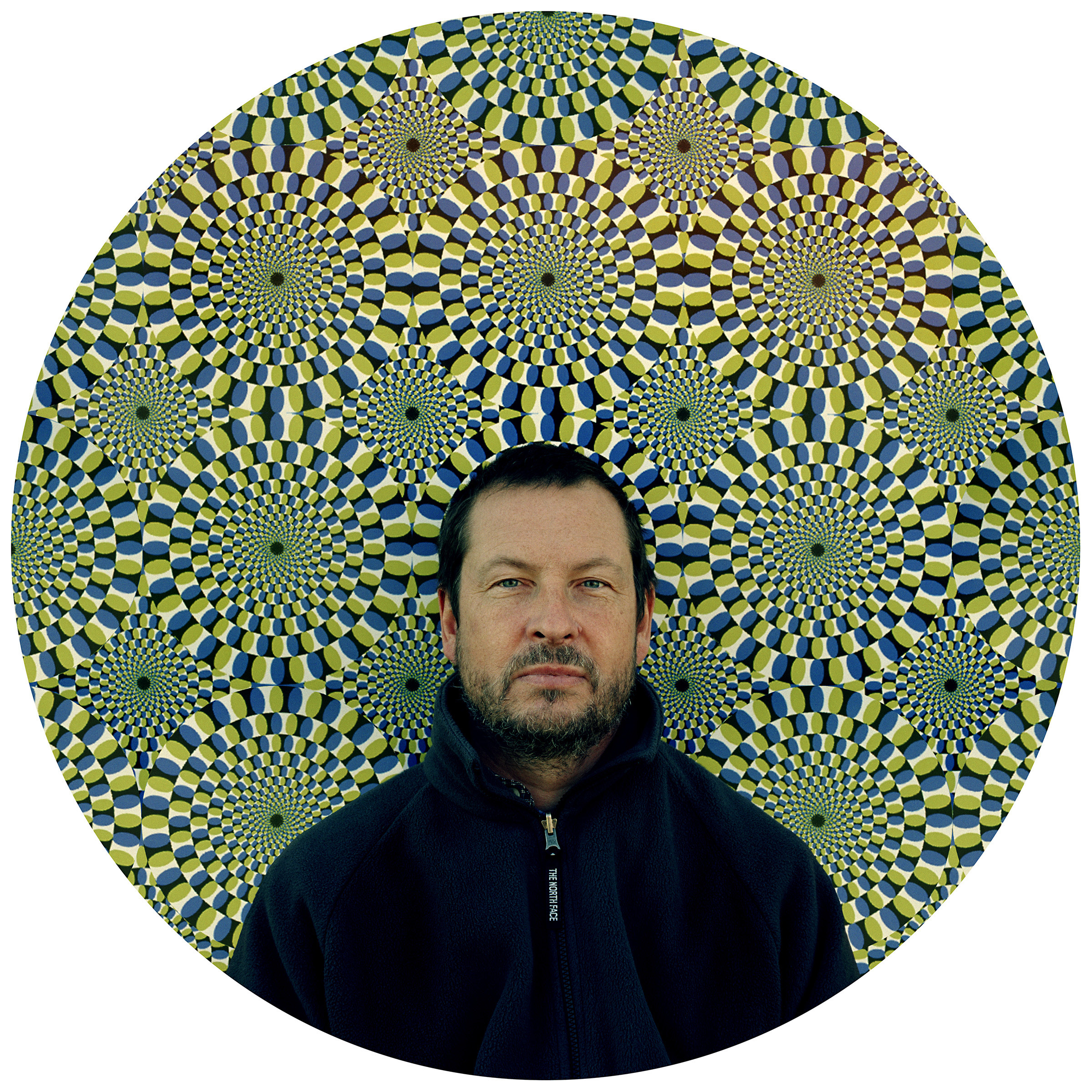
Lars von Trier fotografiert von Oliver Mark, Kopenhagen 2003

Die TV-Serie Hospital der Geister/Geister/Riget/The Kingdom von 1994 spielt im zweitgrößten dänischen Krankenhaus Rigshospitalet. Von Trier ließ sich dafür von Twin Peaks inspirieren. 1997 folgte die zweite Staffel.
Eine Fortsetzung schien später kaum mehr möglich, da eine Vielzahl von Schauspielern, etwa die der Frau Drusse, des Dr. Helmer oder des Arztes Bondo agierten, inzwischen verstorben waren. Auch arbeiteten Lars von Trier und Niels Vørsel (Drehbuch) nicht mehr zusammen. Ungeachtet dessen kündigte Lars von Trier im Dezember 2020 an, 2021 eine dritte Staffel zu drehen, die den Titel Geister: Exodus trägt. Die Fertigstellung war für 2022 angekündigt, die Premiere fand bei den Filmfestspielen in Venedig 2022 statt. Noch lebende Schauspieler wie Ghita Nørby und Søren Pilmark sind wieder mit dabei.

### Golden-Heart-Trilogie
Mit Breaking the Waves von 1996 beginnt die „Golden-Heart“-Trilogie. Die bis dahin unbekannte Hauptdarstellerin Emily Watson übernahm die Rolle der jungen Bess McNeill, welche sich in dem Wahn, dadurch ihre große Liebe (dargestellt von Stellan Skarsgård) retten zu können, von einem akzeptierten Mitglied der Gemeinschaft zu einer Dorfprostituierten entwickelt. Der international bekannte dänische Künstler Per Kirkeby gestaltete die Kapitelbilder, die den Film gliedern. Es handelt sich um Landschaftsaufnahmen, die minutenlang zu sehen sind und sich dabei minimal verändern.
1998 nahm von Trier mit dem zweiten Dogma-Film Idioten/Idioterne am Filmfest von Cannes teil. Der Film provozierte stark durch sein Thema „Irre spielen“, die ersten pornographischen Darstellungen in einem Spielfilm und durch die sehr unruhige und wacklige Kameraführung.
Für das technisch aufwendige Musical Dancer in the Dark, in dem einzelne Tanzszenen mit vielen Kameras gleichzeitig gefilmt wurden, erhielt von Trier 2000 die Goldene Palme in Cannes. Björk schrieb nicht nur die gesamte Filmmusik, sondern spielte auch die Hauptfigur Selma. Ähnlich wie in Breaking the Waves opfert eine Frau ihr Leben für ihre Liebe. In diesem Film nicht zu einem Ehemann, sondern zum geliebten und von Erbkrankheit bedrohten Sohn.
Dancer in the Dark kann sowohl zur Golden-Heart- als auch zur USA-Trilogie gerechnet werden.

### USA-Trilogie
Mit Dogville begann von Trier seine filmische USA-Trilogie, die dort bei einigen Kritikern bereits deshalb auf Vorbehalte stößt, weil der Regisseur aufgrund seiner Flugangst selbst nie dort gewesen ist. Den Vorwurf kommentierte von Trier in Anspielung auf den Film Casablanca mit der Feststellung, dass die Amerikaner auch nicht in Marokko gewesen seien. Vor allem störten die Kritiker sich an der aus ihrer Sicht einseitigen Darstellung der Dorfgemeinschaft in Dogville.
Mit dem Film Manderlay von 2005 führte er die mit Dogville begonnene Geschichte fort. Die Hauptfigur Grace ist nicht mehr mit Nicole Kidman besetzt, sondern mit Bryce Dallas Howard.
Beide Filme arbeiten mit Brechts Theater, in dem stets klargemacht wird, dass man nur ein „Schau-Spiel“ sieht. Emotionale Distanz ist erwünscht und wird gezielt erzeugt. Gefilmt wurde in schwarz gestrichenen Hallen, in denen nur die nötigsten Requisiten standen. In Dogville wurden die gedachten Häuser als zusätzlicher Verfremdungseffekt nur durch weiße Linien auf dem Hallenboden kenntlich gemacht.

### Antichrist
2008 drehte von Trier in Nordrhein-Westfalen den Horror-Thriller Antichrist mit Charlotte Gainsbourg und Willem Dafoe in den Hauptrollen. Der Film erhielt 2009 eine Einladung in den Wettbewerb der 62. Internationalen Filmfestspiele von Cannes und brachte von Trier eine Nominierung für den Europäischen Filmpreis und den dänischen Robert in den Kategorien Regie und Drehbuch ein. Er gewann den nordischen Filmpreis 2009. Der heftig umstrittene Film festigte von Triers Ruf als Skandalfilm-Regisseur.

### Melancholia
Im Sommer 2010 drehte von Trier den Spielfilm Melancholia mit internationaler Besetzung in Schweden. Der Film ist aus dem nicht verwirklichten Projekt entstanden, Jean Genets Stück Die Zofen mit Penélope Cruz zu verfilmen.
Er entspricht im Aufbau einer Oper, d. h., er besteht aus einer Ouvertüre, zwei Akten und einem Finale. Die Ouvertüre besteht aus verschiedenen Standbildern ohne Ton und Handlung, die sich minimal bewegen. Diese Einleitung dauert acht Minuten und ist eine Weiterentwicklung der Kapitelbilder in Breaking the Waves. Die Filmmusik entstammt Richard Wagners Tristan und Isolde und wurde dem Film gemäß bearbeitet.
Melancholia, der 2011 fertiggestellt wurde, brachte von Trier seine neunte Einladung in den Wettbewerb der Internationalen Filmfestspiele von Cannes ein. Die Hauptdarstellerin Kirsten Dunst wurde von der Jury in Cannes für die Verkörperung der Hauptfigur Justine als „Beste Darstellerin“ ausgezeichnet.

### Nymphomaniac
Nymphomaniac kam am 20. Februar 2014 als Nymphomaniac Volume I in die deutschen Kinos. In einer Langfassung wurde der Film auf den 64. Internationalen Filmfestspielen Berlin 2014 gezeigt. Dem Film ging eine mehrjährige Werbekampagne voraus.
Die Gruppe der Filme Antichrist, Melancholia und Nymphomaniac wird häufig als die Trilogie der Depression bezeichnet.

### The House That Jack Built
Von Trier drehte ab Anfang 2017 einen Thriller über einen Serienmörder in den USA der 1970er Jahre. Im Cast sind Matt Dillon, Uma Thurman und Bruno Ganz. Gedreht wurde wieder auf Englisch. Der Film kam Ende 2018 in die Kinos. Seine Weltpremiere feierte The House That Jack Built im Rahmen der 71. Internationalen Filmfestspiele von Cannes, wo er außer Konkurrenz lief.

## Andere Projekte

### Die Weltuhr in Kopenhagen (Psykomobile # 1 Verdensuret)
1996 war Kopenhagen Kulturhauptstadt Europas. Von Trier nahm mit einem von Ameisen in Neu-Mexiko in Echtzeit gesteuerten Theater, das in der Kopenhagener Kunstvereinigung stattfand, teil. Die über acht Wochen dauernde Inszenierung wurde von Morten Arnfred geleitet. Dokumentiert wurde das Ganze von Jesper Jargil in dem Film De Udstillede (Die Ausgestellten).

### Der Ring in Bayreuth
Von Trier gab 2004 bekannt, dass er sich trotz zweijähriger Vorbereitung nicht in der Lage sehe, den Ring des Nibelungen wie geplant für die Richard-Wagner-Festspiele 2006 in Bayreuth zu inszenieren, da die Inszenierung des vierteiligen Opern-Zyklus von ca. 16 Stunden Spieldauer seine Kräfte übersteigen und die finanziellen Ressourcen nicht ausreichen würden.

## Lars von Trier und die Medien

### Lars von Trier und seine Produktionsfirma Zentropa
1992 gründete von Trier zusammen mit dem Produzenten Peter Aalbæk Jensen die Filmproduktionsfirma Zentropa, die heute die erfolgreichste und größte Produktionsstätte für Film (TV und Kino) in Dänemark ist. Zentropa wurde mit dem Douglas-Sirk-Preis ausgezeichnet. Von Trier bezieht ein festes Gehalt und ist nach eigener Aussage nicht im Management. Er trägt aber mit seinen kommerziell erfolgreichen Filmen und seiner hohen Medienpräsenz maßgeblich dazu bei, dass Filme anderer finanziert werden können. Der Name Zentropa stammt aus seinem Film Europa – so heißt die Eisenbahngesellschaft im Film. Die Tochterfirma Zentropas, Innocent Pictures, die „frauenfreundliche“ Pornos produziert hat, gibt es nicht mehr.

### Das Dogma-Manifest (Dogme95)
Ein Mediencoup gelang von Trier mit seinem Dogma-95-Manifest. Am 20. März 1995, dem 100. Geburtstag des Films, warf Von Trier einen Haufen Flugblätter mit dem Manifest vor die versammelte Presseschar im Pariser Odeon-Theater. 2008 wurde die Dogma-Bewegung um von Trier, Vinterberg, Levring und Kragh-Jacobsen mit dem Europäischen Filmpreis in der Kategorie Beste europäische Leistung im Weltkino bedacht.

### Pornografische und gewalttätige Darstellungen sowie Provokation mit dem Themenkomplex Nationalsozialisten – Juden
Lars von Trier gilt als „Enfant terrible“ der Filmindustrie. Bereits sein Dogma-Film Idioten (dänisch: Idioterne; 1998) sorgte mit einer Kombination aus expliziten sexuellen Darstellungen und dem provozierenden „Irrsein“ der Figuren für einen internationalen Skandal. Auch sein Werk Antichrist wurde aufgrund der expliziten und extrem gewalttätigen Darstellung kontrovers diskutiert. Die Welt nannte ihn den „meistgehassten Film“ des Jahres. Von Trier gab an, seit längerer Zeit unter Depressionen gelitten zu haben und einen Teil davon in seinen Filmen zu verarbeiten. In Cannes hatte er wiederholt mit pornografischen oder gewalttätigen Szenen in seinen Filmen oder kontroversen Äußerungen provoziert. In einem Interview der Zeit sagte er unter anderem: „Meine Familie hatte sehr genaue Vorstellungen von Gut und Böse, von Kitsch und guter Kunst. Mit meiner Arbeit stelle ich all das in Frage. Ich provoziere nicht nur die anderen, ich erkläre mir, meiner Erziehung, meinen Werten, auch ständig selbst den Krieg. Und ich attackiere die Gutmenschen-Philosophie, die in meiner Familie herrschte.“

#### Der gekaufte Jude in „Europa“
In seinem Film Europa spielt Lars von Trier die Rolle des gekauften Juden, der von einem amerikanischen Oberst angeheuert wird, um dem Besitzer der Eisenbahngesellschaft Zentropa namens Hartmann einen Persilschein auszustellen, also um ihn mit Falschaussagen von seinen begangenen Verbrechen „reinzuwaschen“. Hartmann bringt sich trotz der erkauften Entnazifizierung in der Badewanne um.
Lars von Triers biologischer Vater hieß Hartmann und hatte deutsche Vorfahren aus dem 18. Jahrhundert, sein rechtlicher und sozialer Vater Trier hatte jüdische Vorfahren aus Deutschland.

#### Eklat bei den Internationalen Filmfestspielen von Cannes 2011
Im Mai 2011 wurde von Trier von den 64. Internationalen Filmfestspielen von Cannes ausgeschlossen. Auf der Pressekonferenz zu seinem Film Melancholia hatte von Trier dort zuvor mit Äußerungen, die unter anderem auf ironische Weise vermeintliche Sympathie und Verständnis für Adolf Hitler bekundeten, einen Eklat ausgelöst. Von Trier entschuldigte sich wenig später für seine „falschen“ und „dummen“ Äußerungen. Der Vorfall fand ein internationales Medienecho und führte zu Abbestellungen des Films Melancholia seitens israelischer und argentinischer Filmverleiher. Anfang Oktober 2011 wurde von Trier erstmals von der dänischen Polizei wegen seiner umstrittenen Äußerungen vernommen. Ihm drohte nach eigenen Angaben eine Anklage wegen der Verharmlosung von Kriegsverbrechen. Anfang Dezember 2011 wurde die Anklage gegen von Trier jedoch fallengelassen. Die Staatsanwaltschaft äußerte sich dahingehend, dass hinter von Triers Aussagen keine Intentionen zur Verharmlosung von Kriegsverbrechen zu vermuten seien, seine Aussagen seien in erster Linie auf die Stresssituation im Interview zurückzuführen.
Nach dem katastrophalen Ausgang der Cannes-Pressekonferenz verordnete von Trier sich ein mehr als dreijähriges öffentliches Schweigen, das er mit einem großen Interview mit der Tageszeitung Politiken Ende 2014 beendete.

#### Internationale Filmfestspiele von Cannes 2018
Im Mai 2018 wurde es von Trier erstmals nach sieben Jahren wieder gestattet, an den Filmfestspielen von Cannes teilzunehmen, nachdem er 2011 von den Veranstaltern zur persona non grata erklärt worden war. Bei dieser neuerlichen Teilnahme stellte er sein Werk The House That Jack Built außerhalb des Wettbewerbs vor. Mehrere Zuschauer verließen die Vorführung am 15. Mai 2018. Im Film werden „extreme Gewaltszenen“ gezeigt, so die Ermordung von Kindern und das Abschneiden der Brüste einer Frau.

## Filmografie (Auswahl)
Drehbuch und Regie
- 1977: Orchidégartneren (Der Orchideengärtner)
- 1979: Menthe – la bienheureuse
- 1980: Nocturne
- 1981: Den sidste detalje
- 1982: Bilder der Befreiung (Befrielsesbilleder)
- 1984: The Element of Crime (Forbrydelsens element) – Europa-Trilogie 1. Teil
- 1987: Epidemic – Europa-Trilogie 2. Teil
- 1988: Medea (TV-Produktion)
- 1991: Europa – Europa-Trilogie 3. Teil
- 1994: Hospital der Geister I/Geister (Riget) – (Fernsehminiserie)
- 1996: Breaking the Waves – Goldene-Herzen-Trilogie 1. Teil
- 1997: Hospital der Geister II/Geister II (Riget II) – (Fernsehminiserie)
- 1998: Idioten (Idioterne) – Goldene-Herzen-Trilogie 2. Teil
- 2000: Dancer in the Dark – Goldene-Herzen-Trilogie 3. Teil
- 2003: Dogville – „USA-Trilogie“ 1. Teil
- 2003: The Five Obstructions (De fem benspænd)
- 2005: Manderlay – „USA-Trilogie“ 2. Teil
- 2006: The Boss of It All (Direktøren for det hele)
- 2007: Occupations (Episode in Chacun son Cinéma – Jedem sein Kino)
- 2009: Antichrist
- 2011: Melancholia
- 2013: Nymphomaniac
- 2018: The House That Jack Built
- 2022: Riget – Exodus (Hospital der Geister III, Fernsehminiserie)

Nur Drehbuch
- 2005: Dear Wendy
- 2007: De unge år: Erik Nietzsche sagaen del 1/The early years: Erik Nietzsche Part 1[50]

Produktion
- 1999–2000: Morten Korch – Ved stillebækken (TV)

Schauspieler
- 1969: Hemmelig sommer (TV)
- 1987: Epidemic (Arzt und sich selbst)
- 1991: Europa (Der gekaufte Jude)

## Auszeichnungen (Auswahl)
- 1984: Großer Technik-Preis bei den Internationalen Filmfestspielen von Cannes für Element of Crime
- 1984: Josef-von-Sternberg-Preis des Internationalen Filmfestivals Mannheim-Heidelberg für Element of Crime
- 1985: Bodil für Element of Crime (Bester dänischer Film)
- 1985: Robert für Element of Crime (Bester dänischer Film)
- 1986: Regiepreis des Internationalen Filmfestivals Fantasporto für Element of Crime
- 1991: Jurypreis, Großer Technik-Preis und Bester künstlerischer Beitrag bei den Internationalen Filmfestspielen von Cannes für Europa
- 1991: Grand Prix des Flanders International Film Festival Ghent für Europa
- 1991: Auszeichnung des Sitges Festival Internacional de Cinema de Catalunya für Europa (Bester Film)
- 1991: Bronzenes Pferd Stockholm International Film Festival für Europa
- 1992: Bodil für Europa (Bester dänischer Film)
- 1992: Robert für Europa (Bester dänischer Film)
- 1992: Regiepreis des Internationalen Filmfestivals Fantasporto für Europa
- 1995: Bodil für Geister (Bester dänischer Film)
- 1995: Robert für Geister (Bestes Drehbuch – gemeinsam mit Niels Vørsel)
- 1995: Regiepreis des Internationalen Filmfestivals Karlovy Vary für Hospital der Geister
- 1996: Großer Preis der Jury der Internationalen Filmfestspiele von Cannes für Breaking the Waves
- 1996: Adolf-Grimme-Preis mit Gold für Hospital der Geister
- 1996: Amanda für Breaking the Waves (Bester nordischer Spielfilm)
- 1996: Baltischer Filmpreis und Preis der Ökumenischen Jury während der Nordischen Filmtage Lübeck für Breaking the Waves
- 1996: FIPRESCI-Preis beim Europäischen Filmpreis für Breaking the Waves
- 1996: FIPRESCI-Preis beim Stockholm International Film Festival für Breaking the Waves
- 1996: New York Film Critics Circle Award für Breaking the Waves (Beste Regie)
- 1997: National Society of Film Critics Award für Breaking the Waves (Beste Regie)
- 1997: Bodil für Breaking the Waves (Bester dänischer Film)
- 1997: zwei Roberts für Breaking the Waves (Bester dänischer Film, Bestes Drehbuch)
- 1997: César für Breaking the Waves (Bester ausländischer Film)
- 1997: Fotogramas de Plata für Breaking the Waves (Bester ausländischer Film)
- 1997: Golden Satellite Award für Breaking the Waves (Bester fremdsprachiger Film)
- 1998: Böhmischer Löwe für Breaking the Waves (Bester fremdsprachiger Film)
- 1998: FIPRESCI-Preis des London Film Festival für Idioten
- 1999: Regie- und Drehbuchpreis des Internationalen Filmfestivals Fantasporto für Hospital der Geister
- 2000: Goldene Palme der Internationalen Filmfestspiele von Cannes für Dancer in the Dark
- 2000: Publikumspreis beim Europäischen Filmpreis für Dancer in the Dark (Beste Regie)
- 2001: Blue Ribbon Award für Dancer in the Dark (Bester fremdsprachiger Film)
- 2001: Goya für Dancer in the Dark (Bester europäischer Film)
- 2001: Independent Spirit Award für Dancer in the Dark (Bester ausländischer Film)
- 2001: Golden-Globe-Nominierung für Dancer in the Dark (Bester Filmsong – „I’ve Seen It All“, gemeinsam mit Björk und Sjón)
- 2001: Oscar-Nominierung für Dancer in the Dark (Bester Song – „I’ve Seen It All“, gemeinsam mit Björk und Sjón)
- 2001: Golden Satellite Award für Dancer in the Dark (Bester Song – „I’ve Seen It All“, gemeinsam mit Björk und Sjón)
- 2003: Europäischer Filmpreis für Dogville (Beste Regie)
- 2003: Ehrenpreis des Internationalen Filmfestivals von Kopenhagen für Dogville
- 2003: Franz Hofer-Preis/Filmhaus Award vom Filmhaus Saarbrücken für Dogville
- 2004: Bodil für Dogville (Bester dänischer Film)
- 2004: Robert für Dogville (Bestes Drehbuch)
- 2004: David di Donatello für Dogville (Bester europäischer Film)
- 2008: Bremer Filmpreis
- 2008: Beste europäische Leistung im Weltkino als Begründer der Dogma-Bewegung (gemeinsam mit Søren Kragh-Jacobsen, Kristian Levring und Thomas Vinterberg)
- 2009: Filmpreis des Nordischen Rates für Antichrist
- 2010: Bodil für Antichrist (Bester dänischer Film)
- 2010: drei Roberts für Antichrist (Bester dänischer Film, Beste Regie, Bestes Drehbuch)
- 2011: Europäischer Filmpreis für Melancholia (Bester europäischer Film)
- 2012: drei Roberts für Melancholia (Bester dänischer Film, Beste Regie, Bestes Drehbuch)
- 2012: Bodil für Melancholia (Bester dänischer Film)
- 2015: drei Roberts für Nymphomaniac Director’s Cut (Bester dänischer Film, Beste Regie, Bestes Drehbuch)
- 2018: Sonning-Preis